# Akewa Dorsa
Gli Akewa Dorsa sono una struttura geologica della superficie di Venere.